# Tor di Nona

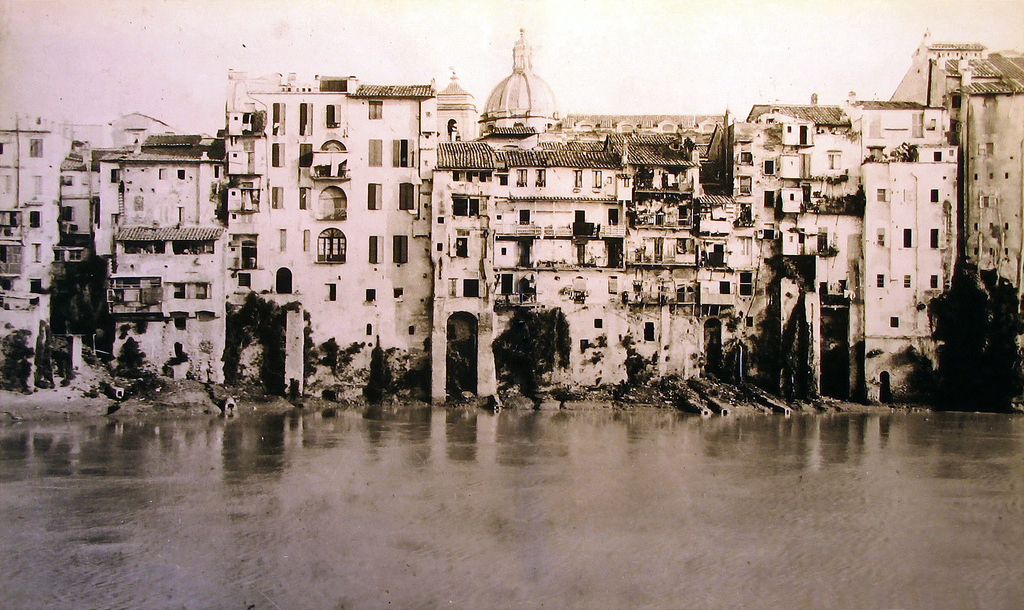
Tor di Nona vid Tibern. Fotografi från år 1906.

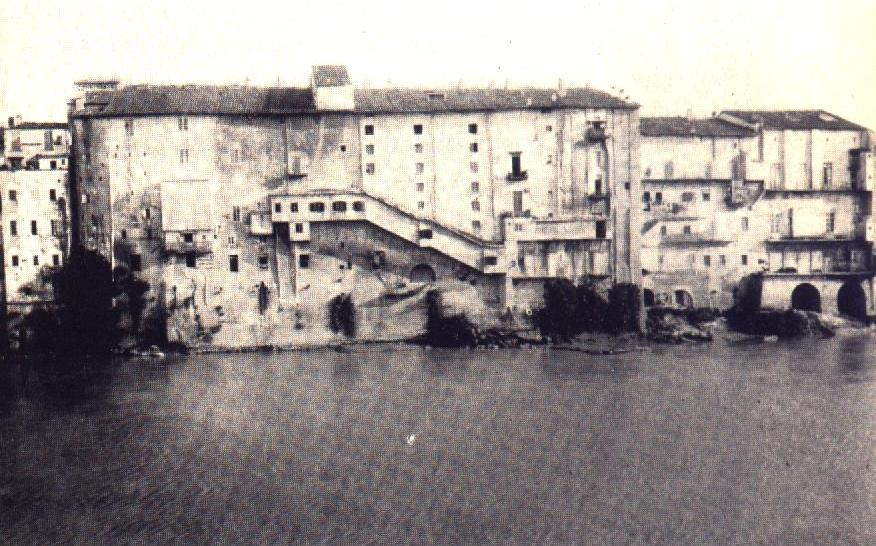
Teatro Tordinona, sedermera Teatro Apollo.

Tor di Nona är en del av Roms femte rione – Ponte. Tor di Nona-området är beläget mellan Tibern och den nästan helt raka gatan Via dei Coronari.

## Historik
Området är uppkallat efter det medeltida, sedan länge rivna, Torre dell'Annona, ett torn som under en tid tillhörde släkten Orsini. 
Från tidigt 1400-tal till 1660-talet användes tornet som påvligt fängelse. Bland fångarna märks konstnären Benvenuto Cellini samt filosofen Giordano Bruno som här väntade på sin avrättning år 1600. Tornet användes vid Spanaprocessen 1659–1660. 
År 1667 byggdes fängelset om till teater, Teatro Tordinona, med drottning Kristina som beskyddare; teatern öppnade fyra år senare. I slutet av 1700-talet förstördes teatern vid en eldsvåda, men återuppbyggdes under namnet Teatro Apollo. Den revs år 1888.